# カスピアン航空6936便オーバーラン事故
カスピアン航空6936便オーバーラン事故（カスピアンこうくう6936びんオーバーランじこ）とは、2020年1月27日にイランのテヘラン発バンダレ・マフシャフル行きのカスピアン航空6936便が、目的地のマフシャフル空港に着陸した際に発生した航空事故である。この事故により2名が負傷したものの、乗員乗客144名に犠牲者は出なかった。

## 概要
6936便は現地時刻06時35分（UTC02時05分）にメヘラーバード国際空港を離陸し、07時50分にマフシャフル空港へ着陸した。しかし、その際に滑走路をオーバーランし、滑走路の端から170メートル先の高速道路にまで到達し停止した。この事故で2名が負傷したが命に別状はなかった。6936便の降着装置はこのオーバーランによって破壊された。
目撃者によると、着陸する際の機体の降着装置は完全に展開しているようには見えなかったという。フーゼスターン州の航空当局の責任者は、事故機の滑走路への着陸が遅すぎたことでオーバーランを引き起こしたと述べた。

## 機体と乗員
事故機の機種はマクドネル・ダグラス製のMD-83型機であり、機体記号はEP-CPZ、シリアル番号は53464。1994年に初飛行し、2012年にカスピアン航空に引き渡されるまでは複数の航空会社を転々としていた。
2019年にカスピアン航空に入社した機長は64歳の男性であり、以前にはキーシュ航空やイラン海軍での勤務経験があった。総飛行時間は18,430時間であり、そのうち7,840時間は事故機と同型の機種によるものであった。28歳の男性の副操縦士は機長に比べて飛行経験がかなり少なく、総飛行時間はわずか300時間、MD-80型機に限れば124時間ほどであった。

## 事故調査
イラン民間航空機関が事故調査にあたり、同年9月1日に発表された最終報告書の内容によれば、原因は以下の乗員のミスによる滑走路のオーバーランであると明らかになった。
- 高速着陸のリスクを受け入れる判断力の欠如
- 通常の飛行角度に対する不安定なアプローチ
- コックピット内のクルー・リソース・マネジメントの不良
- 判断力が乏しく、不安定なアプローチをしている間は着陸復行を達成できない

また、その他の要因として、
- 5トンの余分な航空燃料を搭載したため、必要な着陸距離が長くなった
- 追い風の中で滑走路13への着陸を決定した
- 機体のコントロールおよび着陸復行への適切な行動のための副操縦士の能力不足

を挙げた。

## 安全勧告
この事故調査の結果として、関係各位には複数の勧告が出された。
イラン民間航空機関へは、
- 国際民間航空機関の協定附属書14に基づき、イラン飛行場条例における滑走路面積を修正するよう、イラン政府閣僚に正式な要請を提出する。
- イランの航空路誌（英語版）におけるマフシャフル空港の情報を更新する。

カスピアン航空へは、
- 運航乗務員および客室乗務員のLine Operation Safety audit（LOSA）を実施する。
- 事故の所見を考慮したシミュレータ訓練計画を修正する。
- 飛行データ解析システムの拡充と改善を図る。
- 運航部門と全乗員との間で、飛行計画の通知に関する連絡体制を改善する。

マフシャフル空港へは、
- ANS、障害の制御、計器進入の手順の見直しなど、イラン民間航空機関の飛行場要件に従う。

イランの各空港および航空航法会社へは、
- 関連する航空交通業務員間の合意された調整について、各員に訓練ガイドラインを提供する。